# Військове міністерство Російської імперії
Військове міністерство — найвищий орган центрального військового управління в Російській імперії у 1802—1917 роках.
З 1802 по 1815 іменувався як Міністерство військових сухопутних сил (проте коротка назва посади голови військового відомства «військовий міністр» офіційно використовувалася з 1808 року).
Заснований на підставі маніфесту імператора Олександра I 8 вересня 1802 року. Міністерство займало «будинок з левами» навпроти Ісаакіївського собору.

## Історія
У 1802 році, під час заснування в Росії міністерств, було створено Міністерство військових сухопутних сил, Військова колегія увійшла в його склад без змін. З 24 червня 1808 року міністра військових сухопутних сил належало іменувати військовим міністром.
У 1812 році видано «Установу військового міністерства», на підставі якої міністерство мало складатися з:
1. департаментів артилерійського, інженерного, інспекторського, провіантського, комісаріатського, медичного та аудиторського;
2. канцелярії;
3. особливих установ — військово-вченого комітету, військово-топографічного депо та військової друкарні.

У Військовому міністерстві провадилися всі галузі військового управління, крім військово-навчальних закладів, справи яких зосереджувалися в канцелярії цесаревича Костянтина Павловича . На чолі міністерства було поставлено військового міністра (до 1808 року — міністра військово-сухопутних сил), влада якого полягала в тому, що він «міг примушувати всі підлеглі йому місця та особи до виконання законів та установ». Справи, що вимагали нової установи або важливих змін у вже існуючих, а також господарські справи розглядалися радою міністра, що складалася з директорів департаментів та членів генералітету.
У 1815 році було видано Положення про управління військового департаменту, яким був утворений Головний штаб Його Імператорської Величності, підпорядкований начальнику цього штабу; до складу його увійшли військовий міністр, інспектори артилерії та інженерного корпусу. У штабі були всі частини військового управління. Військовий міністр, підпорядкований начальнику головного штабу, мав у своєму віданні лише господарську частину; йому були повністю підпорядковані департаменти комісаріатський, провіантський та медичний, артилерійський та інженерний — лише за вживанням сум. Інспектори артилерії та інженерів, керуючи департаментами, надавали відомості про господарські справи військовому міністру, а про решту — начальнику головного штабу.
Такий устрій військового міністерства зберігався до видання нової «Установи Військового міністерства» і «Положення про управління генерал-фельдцейхмейстера і генерал-інспектора з інженерної частини». Цими узаконеннями звання начальника головного штабу було скасовано; знову засновані військова рада та генеральний аудиторіат; утворені канцелярії військового міністерства та військово-похідна. Головний штаб отримав інший склад і в мирний час не становив адміністративної інстанції; у воєнний час він міг діяти лише за особливим високим наказом. Влада військового міністра значно розширилася: у його руках зосередилося начальство над усіма галузями управління, і він став єдиним доповідачем імператору у всіх справах військового відомства. У 1836 році була заснована посада товариша військового міністра, з'єднана зі званням начальника військової похідної канцелярії. Посада існувала до 1861 року.
У 1859 році Комітет піклування заслужених цивільних чиновників, утворений при Військовому міністерстві 21 лютого (5 березня), був переданий у Власну Його Імператорську Величність канцелярію.
В 1862 році у Військовому міністерстві сталися значні зміни, які мали досягти більшої децентралізації і деякого скорочення у особовому складі. Перетворення тривали до 1866 року, а у 1867 році створено новий штат Військового міністерства, 1 січня 1869 року затверджено «Положення про військове міністерство». Головний штаб Його Імператорської Величності було скасовано, і залишилася лише Імператорська Головна квартира. При військовій раді було призначено 5 головних комітетів: новоствореним — військовому госпітальному та військовому тюремному, та існуючим раніше — військовому навчальному, військовому кодифікаційному і з устрою та утворенню військ.
З департаментів Генерального штабу та інспекторського, а також відділення генерального штабу військового вченого комітету було утворено Головний штаб.
Артилерійський департамент, штаб генерала-фельдцейхмейстера та артилерійське відділення військового вченого комітету склали Головне артилерійське управління.
Інженерний департамент, штаб генерал-інспектора та інженерне відділення військового вченого комітету були з'єднані з Головним інженерним управлінням.
Провіантський та комісаріатський департамент були злиті з Головним інтендантським управлінням.
У 1863 штаб Е. І. Ст. головного начальника військово-навчальних закладів було введено до складу Військового міністерства та з'єднано з управлінням училищ військового відомства під назвою Головного управління військово-навчальних закладів.
Генерал-аудиторіат був перетворений на Головний військовий суд. Медичний департамент був перейменований у Головне військово-медичне управління; аудиторіатський — до Головного військово-судового управління; управління іррегулярних військ — в Головне управління козацьких військ.
У 1905 році в Росії була створена незалежна від Військового міністерства, безпосередньо підпорядкована верховній владі, Рада державної оборони. Міністерство продовжувало існувати і після Лютневої революції 1917 року.